# Para Olvidarte de Mí
Para Olvidarte de Mí (pol. Abyś zapomniał o mnie...) - szósty i ostatni album młodzieżowej grupy muzycznej RBD. Płyta wydana została na początku 2009 roku, tuż przed zapowiadanym w październiku 2008 roku rozwiązaniem zespołu.
Grupa wyrosła z młodzieżowego serialu telewizyjnego Pedro Damiana Zbuntowani (org. Rebelde) nadawanego przez meksykańską telewizję Televisa.
Album nie doczekał się odpowiedniej promocji, ponieważ kiedy ukazał się w sklepach, grupa RBD już praktycznie nie istniała. Członkowie skupili się osobistych karierach i żadna trasa promocyjna nie miała miejsca.
Do tej chwili album rozszedł się w 150,000 kopii na całym świecie.

## Lista Piosenek
1. Camino al Sol - 3:56
2. Mírame - 3:41
3. Para Olvidarte de Mí - 3:21
4. ¿Quién Te Crees? - 3:04
5. Esté Donde Esté - 3:19
6. Más Tuya Que Mía - 3:40
7. Hace Un Instante - 3:42
8. Desapareció - 3:35
9. Olvidar - 2:58
10. Yo Vivo Por Ti - 3:23
11. Lágrimas Perdidas - 3:35
12. Puedes Ver pero No Tocar - 3:12
13. Adiós - 3:36

## Notowania
| Kraj                                | Najwyższa pozycja |
| ----------------------------------- | ----------------- |
| Argentina Albums Chart              | 6                 |
| Mexican Albums Chart                | 3                 |
| Spanish Albums Chart                | 17                |
| U.S. Billboard 200                  | 192               |
| U.S. Billboard Top Latin Albums     | 6                 |
| U.S. Billboard Top Latin Pop Albums | 3                 |
| Venezuela Albums Chart              | 3                 |

## Inne informacje
Dwie z piosenek zawartych na płycie są autorstwa członkini zespołu - Dulce Maríi. Są to utwory Lágrimas Perdidas oraz Más Tuya Que Mía.